# Leiko Ikemura
Leiko Ikemura,イケムラレイコ, Ikemura Reiko (Tsu, Mie, 22 de agosto de 1951) é uma pintora e escultora japonesa.

## Biografia
70/72 Universidade de Osaka no Japão
73/78 Real Academia de Bellas Artes de Santa Isabel de Hungría em Sevilha, Espanha
Desde 1991 Ikemura Leiko é professora de pintura na "Universitaet der Kuenste, UdK" em Berlim, Alemanha.
Vive e trabalha em Berlim e Colônia, Alemanha.

## Prêmios
- 2008 August Macke Prêmio de Hochsauerlandkreis
- 2007 Iserlohn Art Award, da Fundação Comunitária Iserlohn Sparkasse / Wessel clube
- 2002 A Fundação Joseph & Anni Albers, residência artística, New Haven, Connecticut, E.U.A.
- 2001 Critics alemão Prêmio de Artes Visuais "," Associação dos críticos alemães e. V. ", de
- 1988 Prémio do Júri da Trienal Internacional de Gráfica Original
- 1983-1984: "artista da cidade de Nuremberg Résidence" d'artiste Invité par la ville de Nuremberg, en
- 1981 Prêmio da Fundação de Artes Gráficas na Suíça
- 1981 Fellowship "da Fundação Hablitzel Kiefer", Serviço Federal de Cultura da Confederação Suíça